# Fandango Pass
Il Fandango Pass (in passato conosciuto come Lassen Pass; varianti Lassen Cut-off, Lassen Horn) è un valico nei monti Warner della contea di Modoc, California, Stati Uniti d'America. Situato nella foresta nazionale di Modoc, la sua altitudine è di 1870 metri sul livello del mare. Si trova a circa 8,0 km a sud-ovest di Fort Bidwell.
Il Fandango Pass è storicamente conosciuto come incrocio di due piste, l'Applegate e il Lassen, che furono percorsi da pionieri emigranti tra il 1846 e il 1850. Il passo ora può essere attraversato su una sezione di ghiaia graduata di 16 km, larga 1,5 corsie. È chiuso durante i temporali invernali.